# 戶石崩

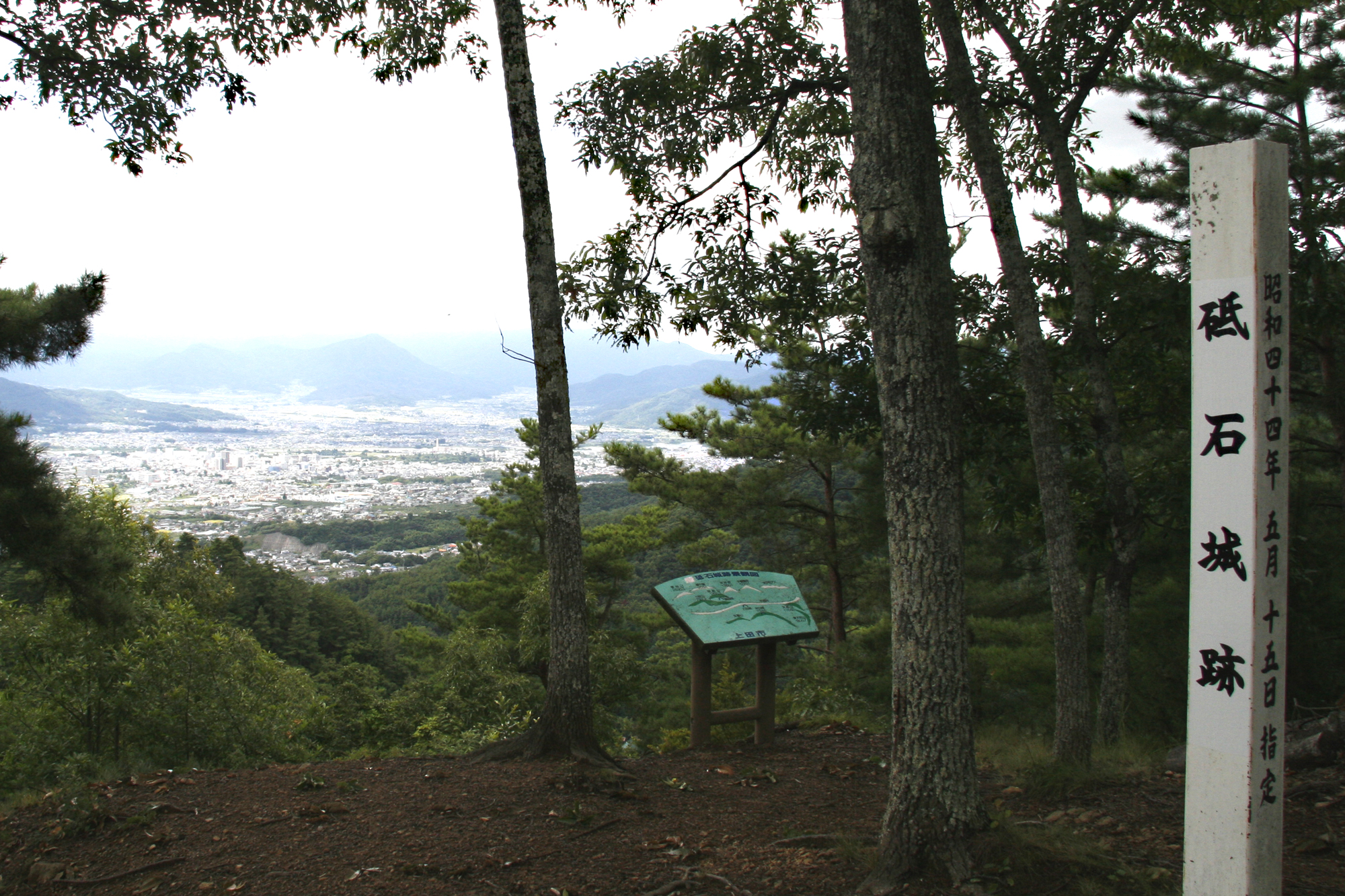
砥石城

砥石崩（日语：砥石崩れ）是天文19年（1550年）9月、甲斐国大名武田晴信（武田信玄）同北信浓国大名村上义清在砥石城（户石城）进行的一次战役。本来应该被称作砥石城之战，但是这场战役的结果是被称为战国最强大名之一的武田晴信以大败而告终、因此日本历史上称之为砥石崩。

## 背景
天文19年（1550年）7月武田晴信攻占了信浓守护小笠原长时的主城林城，开始信浓北部和东部的攻略。同年9月展开对北信浓大名村上义清的外围砥石城的攻击。如果攻下砥石城村上家将失去东信浓的防御依靠而不得不收缩防线。武田晴信在天文17年（1548年）上田原之战中曾被村上义清打败、因此这也是一次复仇之战。

## 战斗经过
砥石城虽然是座小城但是十分险要，东面和西面是绝壁，只能从东南方向的悬崖攻城。武田军有7000人、守城士兵只有500人。其中半数是天文16年（1547年）被武田晴信屠城后的志贺城残兵、士气十分高昂。
9月9日，武田军由横田高松的部队开始攻城。守城士兵对攀崖的武田军以落石和沸水予以痛击，横田高松阵亡，武田军不得不后撤。
9月11日，武田军由小山田信有率领再次攻城、同样被击退，小山田信有身负重伤，于兩年后的天文21年（1552年）去世。
从兵力上看武田军占有绝对的优势，然而防守士兵依靠砥石城险要的地理一次次击退了武田军。武田军在苦战攻城之时，村上义清亲自率领2000人马从葛尾城赶来支援，致使武田军面临前后夹击的危险。在判断战况对己不利的情况下武田晴信及时下令撤退。村上军紧跟其后拼命追击，武田军以死伤近千人的大败而收场，武田晴信自己也在影武士的掩护下而仓皇逃脱。

## 結果
上田原之战同村上军的交手有损失重臣的重大牺牲，因此战略上属于失败，但至少在战术上还算平手。而砥石城之战应该说是武田军的完败。从兵力上讲，7000武田军的对手不过是2500人的村上军，结果村上军没有什么损失，而武田军方面武田二十四将之一的横田高松阵亡，小山田信有重伤，此外还折损兵将1200人。
天文20年（1551年）五月在武田晴信的部将信浓先方众（大名本國據點以外的他國國人眾）真田幸隆的计谋下，砥石城终于落入武田军手中。村上义清失去對小縣郡的控制，勢力也由此衰退。天文22年（1553年）八月村上义清和高梨政赖等人逃往越后国投奔上杉谦信。川中岛之战的序幕被拉开了。

## 关联项目
- 上田原之戰
- 盐尻峠之战
- 川中岛之战